# Південно-Східний дивізіон НБА
Південно-Східний дивізіон (англ. Southeast Division) - один з трьох дивізіонів Східної конференції Національної баскетбольної асоціації. Був заснований в 2004 році, в результаті розширення ліги. До складу дивізіону увійшла ново створена команда «Шарлот Бобкетс», «Атланта Гокс» перейшла з Центрального дивізіону, а «Маямі Гіт», «Орландо Меджик» і «Вашингтон Візардс» перейшли з Атлантичного дивізіону і утворили Південно-Східний дивізіон.

## Поточний склад
2004-теперішній час
- Атланта Гокс
- Шарлот Бобкетс
- Маямі Гіт
- Орландо Меджик
- Вашингтон Візардс

## Переможці дивізіону
- 2005: Маямі Гіт
- 2006: Маямі Гіт
- 2007: Маямі Гіт
- 2008: Орландо Меджик
- 2009: Орландо Меджик
- 2010: Орландо Меджик
- 2011: Маямі Гіт
- 2012: Маямі Гіт
- 2013: Маямі Гіт
- 2014: Маямі Гіт
- 2015: Атланта Гокс
- 2016: Маямі Гіт
- 2017: Вашингтон Візардс
- 2018: Маямі Гіт
- 2019: Орландо Меджик
- 2020: Орландо Меджик
- 2021: Атланта Гокс

## Лідери за кількістю перемог у дивізіоні
- 10: Маямі Гіт (2005, 2006, 2007, 2011, 2012, 2013, 2014, 2016, 2018, 2020)
- 4: Орландо Меджик (2008, 2009, 2010, 2019)
- 2: Атланта Гокс (2015, 2021)
- 1: Вашингтон Візардс (2017)